# Waldemar Cisło
Waldemar Józef Cisło (ur. 1967 w Rzeszowie) – polski ksiądz katolicki, doktor habilitowany, profesor nadzwyczajny Uniwersytetu Kardynała Stefana Wyszyńskiego w Warszawie, specjalista z zakresu teologii fundamentalnej, w latach 2006–2024 przewodniczący polskiej sekcji Pomocy Kościołowi w Potrzebie.

## Życiorys
W 1987 zdał maturę w III Liceum Ogólnokształcącym im. Cypriana Kamila Norwida w Rzeszowie i wstąpił do seminarium duchownego w Lublinie. 29 maja 1993 otrzymał święcenia kapłańskie i został skierowany do pracy w parafii pw. Miłosierdzia Bożego w Puławach, a następnie do lubelskiej parafii św. Józefa. Równoległe rozpoczął studia doktoranckie, które ukończył w 2000. Został skierowany przez metropolitę lubelskiego, abpa Józefa Życińskiego, na dalsze studia na Uniwersytecie Wiedeńskim oraz Uniwersytecie Ludwika i Maksymiliana w Monachium.
W 2002 został zatrudniony na Uniwersytecie Kardynała Stefana Wyszyńskiego w Warszawie. Zajmuje się teologią fundamentalną, krytyką religii oraz dialogiem międzyreligijnym, a zwłaszcza relacjami chrześcijaństwo–islam. Dialogowi międzyreligijnemu poświęcona była jego habilitacja, którą uzyskał 2012 na Uniwersytecie Preszowskim na Słowacji.
Zajmuje się wprowadzaniem tematyki dialogu międzyreligijnego również do debaty publicznej i jest częstym gościem mediów. W 2017 napisał książkę o kryzysie uchodźczym i męczeństwie chrześcijan pt. Imigranci u bram.
W 2000 decyzją ówczesnego metropolity lubelskiego, abpa Józefa Życińskiego, został skierowany do zorganizowania polskiego oddziału organizacji Pomoc Kościołowi w Potrzebie, który rozpoczął działalność w 2006. Objął stanowisko dyrektora tego oddziału. Polska sekcja PKwP rozpoczęła od pomocy chrześcijanom w Ziemi Świętej, w chwili gdy trwały tam kolejne walki palestyńsko-izraelskie. Kolejnymi obszarami działalności stały się Afryka (głównie Sudan i Egipt), a potem Bliski Wschód (głównie Irak i Syria). Pomoc Kościołowi w Potrzebie monitoruje sytuację chrześcijan na świecie i reaguje na sytuacje kryzysowe.
W 2023 został powołany w skład Naczelnej Komisji Bioetycznej przez ministra zdrowia Adama Niedzielskiego.

## Wybrane publikacje
- Die Religionskritik der französischen Enzyklopädisten, Bern 2001.
- Sens ludzkiej przygody, Warszawa 2008 (red.).
- Imigranci u bram. Kryzys uchodźczy i męczeństwo chrześcijan w XXI w., Wydawnictwo Biały Kruk, Kraków 2017.

## Odznaczenia
- Krzyż Komandorski z Gwiazdą Orderu Odrodzenia Polski – 2025[7]
- Krzyż Komandorski Orderu Odrodzenia Polski – 2019[8][9]
- Medal Stulecia Odzyskanej Niepodległości – 2018[10]
- Złoty Medal „Zasłużony dla Nauki Polskiej Sapientia et Veritas” – 2023[1]

## Nagrody
15 grudnia 2022 roku odznaczony nagrodą rektora Uniwersytetu Kardynała Stefana Wyszyńskiego w Warszawie za „wybitne osiągnięcia w działalności naukowej i organizacyjnej w 2022 roku”.